# Atletica leggera ai Giochi olimpici intermedi - Salto in alto
Ai Giochi olimpici intermedi di Atene 24 atleti parteciparono alla gara di salto in alto. La prova si tenne nei giorni 30 aprile e 1º maggio nello Stadio Panathinaiko. Non ci furono qualificazioni: si disputò direttamente la finale.

## L'eccellenza mondiale
| Record olimpico: Parigi 1900  | 1,90 m | Irving Baxter   | Rit. 1903 |
| Migliore prest. mondiale 1905 | 1,93 m | Cornelius Leahy | Presente  |

Leahy è anche il campione britannico in carica. Il campione statunitense è Herbert Kerrigan.

## Finale
La giuria greca, forse inesperta, alza l'asticella di un centimetro alla volta. Dopo che otto atleti hanno superato 1,65 m, si è deciso di alzare l'asticella di 2,5 centimetri (circa un pollice) alla volta. La gara viene sospesa per oscurità quando si è arrivati solo a 1,675 m. 
Si riprende la mattina dopo. Giunti all'altezza di 1,70 m rimangono cinque concorrenti. Uno dopo l'altro vengono eliminati: lo svedese Rönström, l'atleta di casa Diakidis, il campione USA Kerrigan (il deluso della giornata) e l'ungherese Gönczy. Leahy, rimasto solo, tenta 1,83 m, ma ha le pile scariche.
| Pos     | Paese       | Atleta                | Età | Misura  |
| ------- | ----------- | --------------------- | --- | ------- |
| Oro     | Regno Unito | Cornelius Leahy       | 26  | 1,775 m |
| Argento | Ungheria    | Lajos Gönczy          | 24  | 1,750 m |
| Bronzo  | Grecia      | Themistoklis Diakidis |     | 1,725 m |
| Bronzo  | Stati Uniti | Herbert Kerrigan      |     | 1,725 m |
| 5       | Svezia      | Gunnar Rönström       |     | 1,70 m  |
| 6       | Svezia      | Bruno Söderström      | 25  | 1,675 m |
| 6       | Norvegia    | Halfdan Bjølgerud     |     | 1,675 m |
| 8       | Germania    | Paul Weinstein        | 28  | 1,65 m  |